# Yvonne Struck

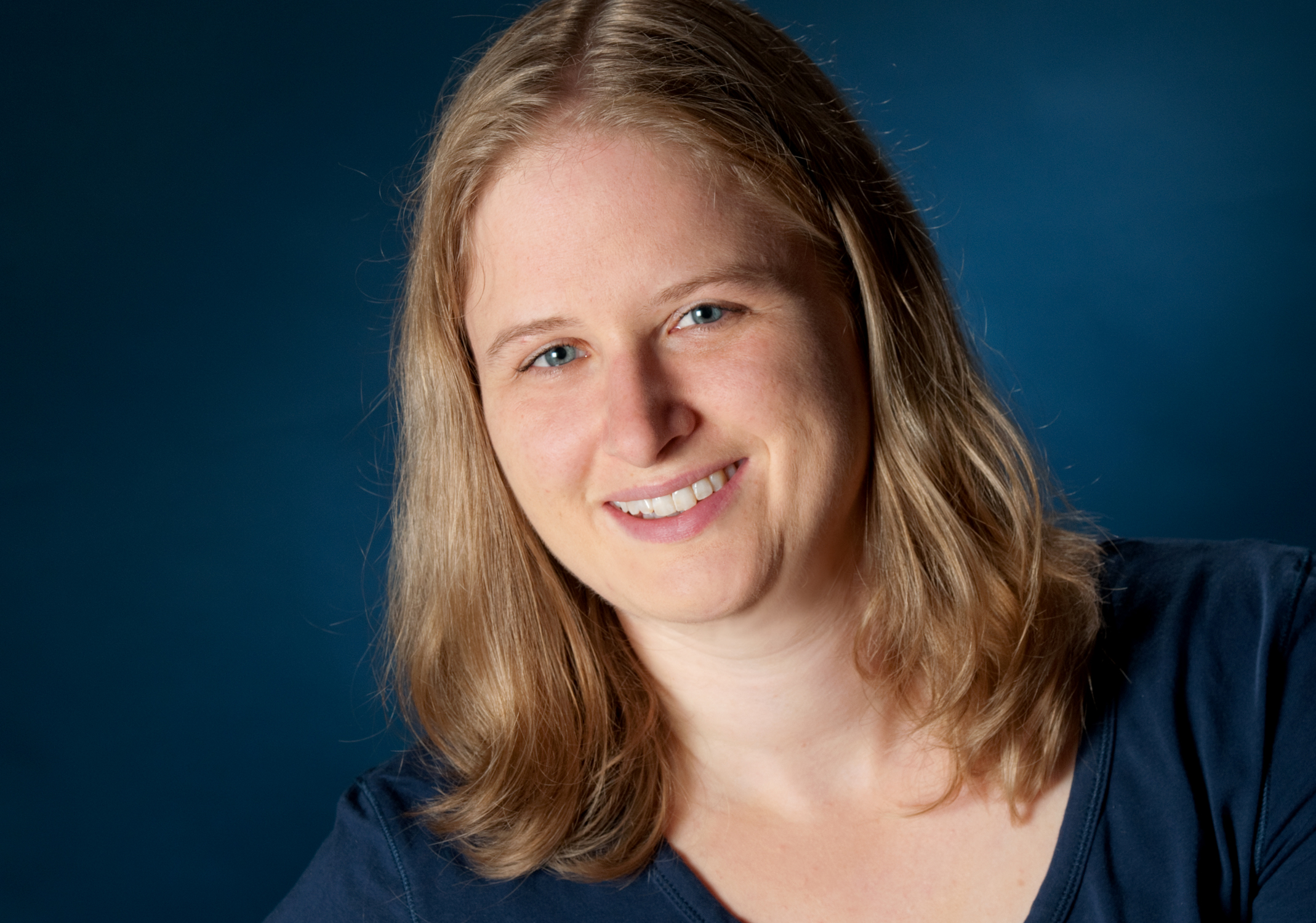
Yvonne Struck (2011)

Yvonne Struck (* 1976 in Lübeck) ist eine deutsche Schriftstellerin. 

## Leben
Nach dem Abitur an der Ernestinenschule studierte sie zunächst Biologie und arbeitete nach dem Diplom unter anderem als Studienleiterin für Patientenbefragungen, bevor sie sich hauptberuflich dem Schreiben zuwandte. 
Heute lebt Yvonne Struck als Schriftstellerin in Kleve am Niederrhein und verfasst Romane, Jugendbücher und Theaterstücke.

## Werke

### Romane
- Blind Date mit Möwe, Bastei Lübbe, 2024, ISBN 978-3404193301.

### Jugendbücher
- Jungs, meine Mutter und der ganze andere Mist, Baumhaus Verlag, Baste Lübbe, 2015, ISBN 978-3-8339-0332-8; dänische Übersetzung: Drenge, min mor og alt det andet halløj, Flachs, 2016, ISBN 978-87-627-2431-0.
- Jungs sind Idioten. Mädchen auch, Boje Verlag, Bastei Lübbe, 2019, ISBN 978-3-414-82535-3; ungarische Übersetzung: A fiúk hülyék – a lányok is ..., Menő Könyvek, 2020, ISBN 978-963-403-794-1.
- Der blödeste Junge der Schule und ich, Boje Verlag, Bastei Lübbe, 2021, ISBN 978-3-414-82601-5.
- Ich, die Jungs und die Sache mit dem Coolsein, Boje Verlag, Bastei Lübbe, 2022, ISBN 978-3414826404.

### Bilderbücher
- Hase Möhrchen und die Osterei-Bemal-Maschine, Arena Verlag, 2012, ISBN 978-3-401-09806-7.

### Theaterstücke
- Drei Schnäpse und ein Kuss zu viel, Karl Mahnke Verlag, ca. 2017; plattdeutsche Übersetzung: Dree Kööm un een Söten to veel, ca. 2018
- Ficus fatale, Plausus Theaterverlag; plattdeutsche Übersetzung: Wenn Planten snacken kunnen